# 人魔崛起
《人魔崛起》（英語：Hannibal Rising）是一部於2007年上映的恐怖電影，改編自湯瑪斯·哈里斯的同名小說，是《沉默的羔羊》、《人魔》和《紅龍》的前傳。導演是Peter Webber，劇本由哈里斯親自操刀，劇情講述食人魔汉尼拔·莱克特的成長過程。法國男演員加斯帕德·尤利尔接棒安東尼·霍普金斯，飾演年輕時的漢尼拔，其他主演包含巩俐、瑞斯·伊凡斯和多米尼克·韦斯特。電影上映後遭到影評人的批評。

## 劇情
二次大戰時，與少年歷達相依為命的妹妹慘遭變態士兵烹殺裹腹。逃過一劫的歷達後來被居於法國的叔叔收養，更遇上他生命中最重要的一個女人――叔叔神秘而美艷的日裔太太，《源氏物語》作者紫式部的後人（鞏俐 飾）。歷達不單從她身上學習各種知識，更加與她發生曖昧的不倫關係...直至他再次遇上那班殺妹仇人。歷達決意要以肉償肉，以血祭血，不單要趕盡殺絕，還要讓他們嚐盡最殘酷的痛苦！潛藏的嗜血本性，亦由此甦醒......

## 角色
- 加斯帕德·尤利尔 飾演 汉尼拔·莱克特
  - Aaran Thomas 飾演 年幼的汉尼拔·莱克特
- 巩俐 飾演 紫式部夫人（Lady Murasaki）
- 多米尼克·韦斯特 飾演 Inspector Pascal Popil
- 瑞斯·伊凡斯 飾演 Vladis Grutas
- Helena-Lia Tachovska 飾演 Mischa Lecter
- 凱文·麥克基德 飾演 Petras Kolnas
- 李察·布雷克 飾演 Enrikas Dortlich
- Stephen Walters 飾演 Zigmas Milko
- Ivan Marevich 飾演 Bronys Grentz
- Charles Maquignon 飾演 Paul Momund
- Ingeborga Dapkūnaitė 飾演 Mrs. Lecter
- Beata Ben Ammar 飾演 Madam Kolnas
- Pavel Bezdek 飾演 Dieter
- Goran Kostić 飾演 Kazys Porvik
- 羅比·凱 飾演 Robert Kay, Kolnas之子
- Denis Ménochet 飾演 Chief of Police

## 迴響

### 評價
在影視匯總點評網站爛番茄上，《人魔崛起》獲得「腐爛」標識，16%的新鮮度，4.10/10分（147位影評人）。《人魔崛起》在Metacritic網站上得到「差評居多」的綜合評分，獲得了35/100分（30位影評人）。電影入圍兩項金酸莓獎：最爛前傳或續集、最爛驚悚片藉口。

### 票房
電影的北美首週末票房為1340萬美元，僅次於同週上映的《糯米正傳》。

## 家用媒體
DVD於2007年5月29日發行。

## 外部連結
- 互联网电影数据库（IMDb）上《人魔崛起》的资料（英文）
- Box Office Mojo上《人魔崛起》的資料（英文）
- 爛番茄上《人魔崛起》的資料（英文）
- Metacritic上《人魔崛起》的資料（英文）
- Cinefantastique Online Review （页面存档备份，存于）